# Ричбург (Нью-Йорк)
Ричбург (англ. Richburg) — селище (англ. village) в США, в окрузі Аллегені штату Нью-Йорк. Населення — 401 особа (2020).

## Географія
Ричбург розташований за координатами 42°5′20″ пн. ш. 78°9′23″ зх. д. / 42.08889° пн. ш. 78.15639° зх. д. (42.088765, -78.156512).  За даними Бюро перепису населення США в 2010 році селище мало площу 2,33 км², уся площа — суходіл.

## Демографія
Згідно з переписом 2010 року, у селищі мешкало 450 осіб у 162 домогосподарствах у складі 118 родин. Густота населення становила 193 особи/км².  Було 192 помешкання (82/км²).
Расовий склад населення:
| - 98,9 % — білих - 0,7 % — азіатів |

До двох чи більше рас належало 0,4 %. Частка іспаномовних становила 0,4 % від усіх жителів.
За віковим діапазоном населення розподілялося таким чином: 28,2 % — особи молодші 18 років, 61,8 % — особи у віці 18—64 років, 10,0 % — особи у віці 65 років та старші. Медіана віку мешканця становила 32,9 року. На 100 осіб жіночої статі у селищі припадало 89,1 чоловіків;  на 100 жінок у віці від 18 років та старших — 88,9 чоловіків також старших 18 років.
Середній дохід на одне домашнє господарство  становив 48 129 доларів США (медіана — 38 125), а середній дохід на одну сім'ю — 54 143 долари (медіана — 44 821). Медіана доходів становила 40 250 доларів для чоловіків та 22 411 долар для жінок. За межею бідності перебувало 29,3 % осіб, у тому числі 46,3 % дітей у віці до 18 років та 0,0 % осіб у віці 65 років та старших.
Цивільне працевлаштоване населення становило 211 осіб. Основні галузі зайнятості: освіта, охорона здоров'я та соціальна допомога — 24,6 %, виробництво — 22,3 %, мистецтво, розваги та відпочинок — 10,0 %, роздрібна торгівля — 9,0 %.